# Campeonato Mundial de Atletismo de 2025
El XX Campeonato Mundial de Atletismo se celebrará en Tokio (Japón) entre el 13 y el 21 de septiembre de 2025 bajo la organización de World Athletics y la Federación  de Atletismo.
Las competiciones se realizarán en el Estadio Nacional de Japón. La maratón se disputará en un trayecto urbano, las pruebas de marcha se efectuarán en un circuito en los alrededores del Estadio Nacional; estas pruebas tendrán la salida y la llegada en el Estadio Nacional.

## Clasificación
World Athletics hizo público el sistema de clasificación para el Campeonato Mundial el 5 de diciembre de 2024. Este sistema indica los criterios mínimos que deben cumplir los atletas para poder participar, pero la decisión final sobre qué atletas son seleccionados corresponde a cada federación nacional.
El periodo que tienen los atletas para alcanzar los criterios de clasificación termina el 24 de agosto de 2025, salvo en la maratón, cuyo periodo de clasificación terminó el 4 de mayo.
Para cada prueba, World Athletics señala un número de participantes objetivo y establece una marca mínima, de modo que quien la supere dentro del periodo de clasificación estará en disposición de que su federación nacional lo seleccione (con un máximo de tres atletas por prueba y país, con algunas excepciones). Estas marcas mínimas se calculan para que las puedan superar un número de atletas igual a la mitad de los que se han señalado para participar en el campeonato; una vez cumplido el periodo de clasificación, el número de participantes se completa con los atletas que ocupen los primeros lugares en el ranking mundial sin haber alcanzado la marca mínima.
En el caso de las carreras de relevos, se clasifican 14 equipos para cada prueba en los Relevos Mundiales 2025, completándose la participación con los dos equipos con mejor marca dentro del periodo de clasificación de entre los restantes.
El número de participantes y las marcas mínimas para cada prueba son los siguientes:
| Prueba                       | Hombres                                                  | Participantes | Mujeres                                                  | Participantes |
| ---------------------------- | -------------------------------------------------------- | ------------- | -------------------------------------------------------- | ------------- |
| 100 metros                   | 10.00                                                    | 48            | 11.07                                                    | 48            |
| 200 metros                   | 20.16                                                    | 48            | 22.57                                                    | 48            |
| 400 metros                   | 44.85                                                    | 48            | 50.75                                                    | 48            |
| 800 metros                   | 1:44.50                                                  | 56            | 1:59.00                                                  | 56            |
| 1500 metros / Milla          | 3:33.00 / 3:50.00                                        | 56            | 4:01.50 / 4:19.90                                        | 56            |
| 5000 metros                  | 13:01.00                                                 | 42            | 14:50.00                                                 | 42            |
| 10000 metros / 10 km en ruta | 27:00.00                                                 | 27            | 30:20.00                                                 | 27            |
| Maratón                      | 2:06:30                                                  | 100           | 2:23:30                                                  | 100           |
| 3000 metros obstáculos       | 8:15.00                                                  | 36            | 9:18.00                                                  | 36            |
| 110/100 metros vallas        | 13.27                                                    | 40            | 12.73                                                    | 40            |
| 400 metros vallas            | 48.50                                                    | 40            | 54.65                                                    | 40            |
| Salto de altura              | 2.33                                                     | 36            | 1.97                                                     | 36            |
| Salto con pértiga            | 5.82                                                     | 36            | 4.73                                                     | 36            |
| Salto de longitud            | 8.27                                                     | 36            | 6.86                                                     | 36            |
| Triple salto                 | 17.22                                                    | 36            | 14.55                                                    | 36            |
| Lanzamiento de peso          | 21.40                                                    | 36            | 18.80                                                    | 36            |
| Lanzamiento de disco         | 67.50                                                    | 36            | 64.50                                                    | 36            |
| Lanzamiento de martillo      | 78.20                                                    | 36            | 74.00                                                    | 36            |
| Lanzamiento de jabalina      | 85.50                                                    | 36            | 64.00                                                    | 36            |
| Decatlón/Heptatlón           | 8550                                                     | 24            | 6500                                                     | 24            |
| 20 kilómetros marcha         | 1:19:20                                                  | 50            | 1:29:00                                                  | 50            |
| 35 kilómetros marcha         | 2:28:00                                                  | 50            | 2:48:00                                                  | 50            |
| Relevo 4 × 100 metros        | 14 en los Relevos Mundiales 2025 + 2 equipos por ranking | 16            | 14 en los Relevos Mundiales 2025 + 2 equipos por ranking | 16            |
| Relevo 4 × 400 metros        | 14 en los Relevos Mundiales 2025 + 2 equipos por ranking | 16            | 14 en los Relevos Mundiales 2025 + 2 equipos por ranking | 16            |

1. 1 2  De cara a la clasificicación para el Campeonato Mundial, estas dos pruebas establecen un ranking único y superar la mínima en cualquiera de las dos pruebas es suficiente para poder participar en el campeonato.
2. 1 2  Los hombres compiten en la primera prueba y las mujeres, en la segunda.
3. ↑  Se usa el mismo sistema de clasificación para el relevo mixto

## Calendario
El calendario del campeonato es el siguiente:
| P | Preliminar | E | Eliminatorias | C | Clasificación | ½ | Semifinales | F | Final |

| Fecha →               | Sá 13 | Sá 13 | Do 14 | Do 14 | Do 14 | Lu 15 | Lu 15 | Ma 16 | Ma 16 | Mi 17 | Ju 18 | Vi 19 | Sá 20 | Sá 20 | Do 21 | Do 21 |
| --------------------- | ----- | ----- | ----- | ----- | ----- | ----- | ----- | ----- | ----- | ----- | ----- | ----- | ----- | ----- | ----- | ----- |
| Prueba ↓              | M     | T     | M     | T     | T     | M     | T     | T     | T     | T     | T     | T     | M     | T     | M     | T     |
| 100 m                 | P     | E     |       | ½     | F     |       |       |       |       |       |       |       |       |       |       |       |
| 200 m                 |       |       |       |       |       |       |       |       |       | E     | ½     | F     |       |       |       |       |
| 400 m                 |       |       |       | E     | E     |       |       | ½     | ½     |       | F     |       |       |       |       |       |
| 800 m                 |       |       |       |       |       |       |       | E     | E     |       | ½     |       |       | F     |       |       |
| 1500 m                |       |       | E     |       |       |       | ½     |       |       | F     |       |       |       |       |       |       |
| 5000 m                |       |       |       |       |       |       |       |       |       |       |       | E     |       |       |       | F     |
| 10 000 m              |       |       |       | F     | F     |       |       |       |       |       |       |       |       |       |       |       |
| Maratón               |       |       |       |       |       | F     |       |       |       |       |       |       |       |       |       |       |
| 110 m vallas          |       |       |       |       |       |       | E     | ½     | F     |       |       |       |       |       |       |       |
| 400 m vallas          |       |       |       |       |       |       | E     |       |       | ½     |       | F     |       |       |       |       |
| 3000 m con obstáculos |       | E     |       |       |       |       | F     |       |       |       |       |       |       |       |       |       |
| 4 × 100 m             |       |       |       |       |       |       |       |       |       |       |       |       |       | E     |       | F     |
| 4 × 400 m             |       |       |       |       |       |       |       |       |       |       |       |       |       | E     |       | F     |
| 4 × 400 m mixto       | E     | F     |       |       |       |       |       |       |       |       |       |       |       |       |       |       |
| 20 km marcha          |       |       |       |       |       |       |       |       |       |       |       |       | F     |       |       |       |
| 35 km marcha          | F     |       |       |       |       |       |       |       |       |       |       |       |       |       |       |       |
| Salto de longitud     |       |       |       |       |       |       | C     |       |       | F     |       |       |       |       |       |       |
| Triple salto          |       |       |       |       |       |       |       |       |       | C     |       | F     |       |       |       |       |
| Salto de altura       |       |       |       | C     | C     |       |       | F     | F     |       |       |       |       |       |       |       |
| Salto con pértiga     |       | C     |       |       |       |       | F     |       |       |       |       |       |       |       |       |       |
| Peso                  | C     | F     |       |       |       |       |       |       |       |       |       |       |       |       |       |       |
| Disco                 |       |       |       |       |       |       |       |       |       |       |       |       | C     |       |       | F     |
| Martillo              |       |       |       |       |       | C     |       | F     | F     |       |       |       |       |       |       |       |
| Jabalina              |       |       |       |       |       |       |       |       |       | C     | F     |       |       |       |       |       |
| Decatlón              |       |       |       |       |       |       |       |       |       |       |       |       | F     | F     | F     | F     |

| Fecha →               | Sá 13 | Sá 13 | Do 14 | Do 14 | Do 14 | Lu 15 | Lu 15 | Lu 15 | Ma 16 | Mi 17 | Ju 18 | Vi 19 | Sá 20 | Sá 20 | Do 21 | Do 21 |
| --------------------- | ----- | ----- | ----- | ----- | ----- | ----- | ----- | ----- | ----- | ----- | ----- | ----- | ----- | ----- | ----- | ----- |
| Prueba ↓              | M     | T     | M     | T     | T     | M     | T     | T     | T     | T     | T     | T     | M     | T     | M     | T     |
| 100 m                 |       | E     |       | ½     | F     |       |       |       |       |       |       |       |       |       |       |       |
| 200 m                 |       |       |       |       |       |       |       |       |       | E     | ½     | F     |       |       |       |       |
| 400 m                 |       |       |       | E     | E     |       |       |       | ½     |       | F     |       |       |       |       |       |
| 800 m                 |       |       |       |       |       |       |       |       |       | E     |       | ½     |       |       |       | F     |
| 1500 m                |       | E     |       | ½     | ½     |       |       |       | F     |       |       |       |       |       |       |       |
| 5000 m                |       |       |       |       |       |       |       |       |       |       | E     |       |       | F     |       |       |
| 10 000 m              |       | F     |       |       |       |       |       |       |       |       |       |       |       |       |       |       |
| Maratón               |       |       | F     |       |       |       |       |       |       |       |       |       |       |       |       |       |
| 100 m vallas          |       |       | E     |       |       |       | ½     | F     |       |       |       |       |       |       |       |       |
| 400 m vallas          |       |       |       |       |       | E     |       |       |       | ½     |       | F     |       |       |       |       |
| 3000 m con obstáculos |       |       |       |       |       | E     |       |       |       | F     |       |       |       |       |       |       |
| 4 × 100 m             |       |       |       |       |       |       |       |       |       |       |       |       |       | E     |       | F     |
| 4 × 400 m             |       |       |       |       |       |       |       |       |       |       |       |       |       | E     |       | F     |
| 4 × 400 m mixto       | E     | F     |       |       |       |       |       |       |       |       |       |       |       |       |       |       |
| 20 km marcha          |       |       |       |       |       |       |       |       |       |       |       |       | F     |       |       |       |
| 35 km marcha          | F     |       |       |       |       |       |       |       |       |       |       |       |       |       |       |       |
| Salto de longitud     |       | C     |       | F     | F     |       |       |       |       |       |       |       |       |       |       |       |
| Triple salto          |       |       |       |       |       |       |       |       | C     |       | F     |       |       |       |       |       |
| Salto de altura       |       |       |       |       |       |       |       |       |       |       | C     |       |       |       |       | F     |
| Salto con pértiga     |       |       |       |       |       | C     |       |       |       | F     |       |       |       |       |       |       |
| Peso                  |       |       |       |       |       |       |       |       |       |       |       |       | C     | F     |       |       |
| Disco                 | C     |       |       | F     | F     |       |       |       |       |       |       |       |       |       |       |       |
| Martillo              |       |       | C     |       |       |       | F     | F     |       |       |       |       |       |       |       |       |
| Jabalina              |       |       |       |       |       |       |       |       |       |       |       | C     |       | F     |       |       |
| Heptatlón             |       |       |       |       |       |       |       |       |       |       |       | F     | F     | F     |       |       |